# Artis Pabriks
Artis Pabriks (ur. 22 marca 1966 w Jurmale) – łotewski polityk i politolog. Deputowany krajowy, poseł do Parlamentu Europejskiego VIII kadencji. Minister spraw zagranicznych (2004–2007), w latach 2010–2011 i 2019–2022 wicepremier, od 2010 do 2014 i od 2019 do 2022 minister obrony.

## Życiorys
W 1992 ukończył studia na wydziale historycznym Uniwersytetu Łotewskiego, a cztery lata później uzyskał stopień doktora nauk politycznych na duńskim Uniwersytecie Aarhus. W 1996 został rektorem Vidzemes Augstskola z siedzibą w miejscowości Valmiera. Autor i współautor publikacji książkowych, napisał m.in. Etniskās proporcijas, nodarbinātība un diskriminācija Latvijā (2002), poświęconą proporcjom etnicznym i dyskryminacji w strukturze zawodowej Łotwy.
W 1998 Artis Pabriks dołączył do Partii Ludowej i z jej ramienia w 2004 wszedł w skład Sejmu. 21 lipca 2004 został mianowany ministrem spraw zagranicznych Łotwy – urząd sprawował do 28 października 2007. Był zwolennikiem tzw. deklaracji wyjaśniającej do umowy granicznej z Rosją. Z powodu tej deklaracji Rosja odmawiała ratyfikacji umowy granicznej. Dopiero po rezygnacji z dodatkowych warunków przez stronę łotewską udało się w 2008 ratyfikować umowę.
W 2006 ponownie wybrany do Sejmu, rok później odszedł z Partii Ludowej. 6 września 2008 został współprzewodniczącym nowego ugrupowania politycznego Stowarzyszenie na rzecz Innej Polityki (SCP). Uzyskał mandat poselski z ramienia SCP w wyborach parlamentarnych w 2010, jednak 3 listopada 2010 objął funkcję wicepremiera i ministra obrony w drugim rządzie Valdisa Dombrovskisa, pozostając poza parlamentem. W wyborach w 2011 uzyskał reelekcję do Sejmu, ponownie zawieszając mandat w związku z wejściem do rządu. 25 października 2011 objął stanowisko ministra obrony w trzecim gabinecie Valdisa Dombrovskisa. Funkcję piastował do stycznia 2014. Odnowił mandat poselski, wracając do pracy w parlamencie.
W wyborach europejskich w 2014 uzyskał mandat deputowanego do PE VIII kadencji jako jeden z czterech kandydatów Jedności. W 2018 zrezygnował z członkostwa w Jedności, dołączając do koalicji Dla Rozwoju/Za!, tworzonej przez ugrupowania Kustība Par! i Dla Rozwoju Łotwy. W kampanii wyborczej był kandydatem tej formacji na premiera. Uzyskał wówczas ponownie mandat posła na Sejm.
W styczniu 2019 ponownie stanowiska wicepremiera i ministra obrony, dołączając do rządu Artursa Krišjānisa Kariņša. W tymże roku wstąpił do ugrupowania Dla Rozwoju Łotwy. W kampanii wyborczej w 2022 ponownie był kandydatem liberałów na premiera. Koalicja nie uzyskała jednak poselskiej reprezentacji, w grudniu 2022 Artis Pabriks zakończył pełnienie funkcji rządowych. W tym samym miesiącu został jednym ze współprzewodniczących partii Dla Rozwoju Łotwy. Pełnił tę funkcję do listopada 2024, pozostał następnie członkiem zarządu ugrupowania. Po odejściu z rządu został prezesem think tanku Northern Europe Policy Centre.

## Odznaczenia
- Medal Rady Bałtyckiej – 2010[11]